# Маннингер, Густав Адольф (1880—1954)
Густав Адольф Маннингер (венг. Manninger Gusztáv Adolf; 11 января 1880, Шопрон — 15 сентября 1954, Дебрецен) — венгерский агроном. Отец растениевода Густава Адольфа Маннингера.
Окончив хозяйственную академию в Мадьяроваре (1901), работал управляющим в крупных венгерских землевладениях — в частности, в 1909—1917 гг. в Дарде в имении князей Шаумбург-Липпе. С 1918 г. управляющий землями графов Монтенуово в окрестностях Неметбоя и Фюргеда. С 1945 г. сотрудник министерства сельского хозяйства Венгрии, с 1947 г. и до конца жизни профессор Дебреценского университета, кандидат сельскохозяйственных наук (1952).
В межвоенный период выступал селекционером и пропагандистом венгерских сортов пшеницы, устойчивых к заражению ржавчиной злаков; опубликовал книгу «Какую пшеницу нам следует выращивать?» (венг. Milyen búzát termeljünk? Néhány nemesitett magyar búza vizsgálata; 1929). Занимался также селекцией гороха и кукурузы. Разрабатывал концепцию влагосберегающей неглубокой обработки почвы, первоначально сформулированную в книге «Управление влажностью почвы, предпосевной период и жизнь почвы как актуальные вопросы производства венгерской пшеницы» (венг. Talajnedvesség-gazdálkodás, elővetemény és talajélet mint a magyar búzatermelés időszerű kérdései; 1934); итоговая версия исследования опубликована посмертно под названием «Неглубокая обработка почвы» (венг. A talaj sekély művelése; 1957).